# Sunitinib
Le sunitinib (DCI) est un médicament destiné au traitement du cancer du rein avancé et/ou métastatique et des tumeurs stromales digestives, en cas d'échec à l'imatinib.
Il est développé par les laboratoires Pfizer qui le commercialise sous le nom de Sutent.

## Mode d'action
Il s'agit d'un inhibiteur de plusieurs tyrosines kinases, dont les récepteurs au facteur de croissance de l’endothélium vasculaire, au PDGF (en), au CD117. Il bloque ainsi des signaux de transduction, inhibant la croissance tumorale, l'angiogenèse, la formation de métastases.

## Efficacité
Il améliore la survie des tumeurs neuroendocriniennes pancréatiques celle des tumeurs stromales digestives résistantes à l'imatinib.
Il a été testé dans certains types de mélanome, avec un succès initial mais apparition de résistance.
Il est largement utilisé en première ligne dans le cancer du rein métastatique mais le taux de réponse peut chuter au bout de quelques mois. Les patients réfractaires ont alors un mauvais pronostic. Cette résistance serait due à des modifications de type épigénétique avec une expression augmentée du EZH2 (en).

## Effets secondaires
Il existe un certain degré de toxicité pour le cœur.